# Tectaria fauriei
Tectaria fauriei är en ormbunkeart som beskrevs av Tag. Tectaria fauriei ingår i släktet Tectaria och familjen Tectariaceae. Inga underarter finns listade.